# Conferència Episcopal Regional del Nord d'Àfrica
La Conferència Episcopal Regional del Nord d'Àfrica (Conférence Episcopale Regionale du Nord de l'Afrique, C.E.R.N.A.) és un òrganisme de l'Església Catòlica, que reuneix els bisbes del Marroc, Algèria, Tunísia, Líbia i Sàhara occidental.
La CERNA és membre del Simposi de Conferències Episcopals d'Àfrica i Madagascar (SECAM).

## Membres de la CERNA
Formen part de la CERNA, els bisbes titulars, emèrits, coadjutors i auxiliars de les següents circumscripcions eclesiàstiques:
| Circumscripcions eclesiàstiques             | Estats i Països   |
| ------------------------------------------- | ----------------- |
| Arquebisbat de Rabat                        | Marroc            |
| Arquebisbat de Tànger                       | Marroc            |
| Arquebisbat d'Alger                         | Algèria           |
| Bisbat de Costantina                        | Algèria           |
| Bisbat d'Orà                                | Algèria           |
| Bisbat de Laghouat                          | Algèria           |
| Arquebisbat de Tunis                        | Tunísia           |
| Vicariat apostòlic de Tripoli               | Líbia             |
| Vicariat apostòlic de Bengasi               | Líbia             |
| Vicariat apostòlic de Derna                 | Líbia             |
| Prefectura apostòlica de Misurata           | Líbia             |
| Prefectura apostòlica del Sàhara Occidental | Sàhara Occidental |

## Presidents
Elenc dels president de la Conferència Episcopal:
- Léon-Etienne Duval, cardenal arquebisbe d'Alger (1966 - 1983)
- Henri Antoine Marie Teissier, arquebisbe d'Alger (1983 - 2004)
- Fouad Twal, arquebisbe de Tunis (2004 - 2005)
- Vincent Louis Marie Landel, arquebisbe de Rabat (octubre 2005 - gener 2012)
- Maroun Elias Nimeh Lahham, arquebisbe de Tunis[1] (gener 2012 - novembre 2012)
- Vincent Louis Marie Landel, arquebisbe de Rabat (novembre 2012 - 2015)
- Paul Desfarges, bisbe de Costantina, des del 2015